# Lisa Guez
Pour les articles homonymes, voir Guez.
Lisa Guez, née le 7 juillet 1988, est une metteuse en scène, dramaturge et enseignante-chercheuse en théâtre française.

## Biographie
Tout en suivant des études théâtrales à l'Université Paris-Nanterre, Lisa Guez fonde à l'âge de 20 ans la compagnie de théâtre Juste avant la Compagnie. Elle poursuit ensuite son cursus à l'École normale supérieure (Ulm), dont elle sort diplômée en 2014.
C'est cette même année qu'elle obtient le Prix des lycéens au festival Nanterre-sur-scène, pour une mise en scène de Macbeth.
En 2019, elle remporte un autre Prix des lycéens, cette fois au festival de théâtre émergent Impatience, pour la pièce Les Femmes de Barbe-Bleue,, librement inspirée par le conte de Charles Perrault. Le spectacle reçoit également le Prix du Jury. Née d'une écriture collective autour des violences conjugales, la pièce réunit les femmes assassinées de Barbe-Bleue qui se racontent les mécanismes d'enfermement mis en œuvre pour chacune.
En parallèle de sa pratique du théâtre comme metteuse en scène, Lisa Guez donne aussi des cours à l'université et travaille sur une thèse consacrée aux « mises en scène contemporaines de la Terreur révolutionnaire » dirigée par Martial Poirson. Elle intervient également en centre psychiatrique auprès de jeunes adultes.
Ses deux activités, celle d'universitaire et celle de metteuse en scène, sont étroitement liées.

## Réaction après l'annulation du festival d'Avignon 2020
En vertu de sa récompense au festival Impatience 2019, son spectacle Les Femmes de Barbe-Bleue devait se jouer au Festival d'Avignon 2020 mais celui-ci est finalement annulé en raison de la pandémie de Covid-19.

Dans un texte publié au lendemain de l'annonce de l'annulation du festival, Lisa Guez confie son inquiétude devant la fermeture prolongée des lieux de théâtre :
Ce sont les artistes et surtout les indépendants qui vont payer le prix fort du confinement. Pourtant ce sont eux qui font la vitalité de la création et de l’invention aujourd’hui. Comment va-t-on faire sans théâtre ? Comment se battre contre les terreurs qui nous guettent sans lieux de représentations ?
La pièce est programmée en ligne en avril 2021 au festival Paroles citoyennes, dans une mise en scène adaptée au streaming sur Facebook live.

## Mises en scène
- 2011 : La Nuit juste avant les forêts de Bernard-Marie Koltès
- 2014-2016 : Macbeth de William Shakespeare (Prix des Lycéens au festival Nanterre sur scène 2014)
- 2016 : Les Reines de Normand Chaurette
- 2017-2020 : Les Femmes de Barbe-Bleue, création collective d'après le conte de Charles Perrault, Barbe-Bleue. Prix du Jury et Prix des Lycéens au festival Impatience 2019
- 2022 : « On ne sera jamais Alceste », au Studio de la Comédie française

## Publications
- 2020 : Les Femmes de Barbe-Bleue, Juste avant la compagnie, Ed. de l’œil du prince  (ISBN 978-2-35105-184-9)
- 2022 : Celui qui s'en alla, Ed. de l’œil du prince,  (ISBN 978-2-35105-207-5)
- 2023 : La Tendresse, avec Julie Berès Kevin Keiss et Alice Zeniter, Ed. de l’œil du prince  (ISBN 978-2-35105-208-2)
- 2023 : Loin dans la mer, Ed. de l'oeil du prince  (ISBN 978-2-35105-219-8)